# Archaeodontosaurus
Archaeodontosaurus is een geslacht van sauropode dinosauriërs dat tijdens het midden van de Jura leefde in het huidige Madagaskar.

## Vondst en naamgeving
In 2001 vond amateurpaleontoloog dokter Didier Descouens ten westen van het dorp Ambondromamy nabij de rivier de Kamoro de onderkaak van een sauropode. Zijn verzameling werd bekeken door François Escuillié die de Franse paleontoloog Eric Buffetaut opmerkzaam maakte op de vondst. Descouens verkocht het stuk op diens aandringen in 2003 aan het Muséum d’Histoire Naturelle de Toulouse; Toulouse was de woonplaats van Descouens.
De typesoort Archaeodontosaurus descouensi werd in 2005 beschreven en benoemd door de Franse paleontoloog Eric Buffetaut. De geslachtsnaam betekent "oude-tand-reptiel", vanuit het Klassiek Griekse ἀρχαιό~, archaio~, "oud" en ὀδών, odoon, "tand". De soortaanduiding eert Descouens.

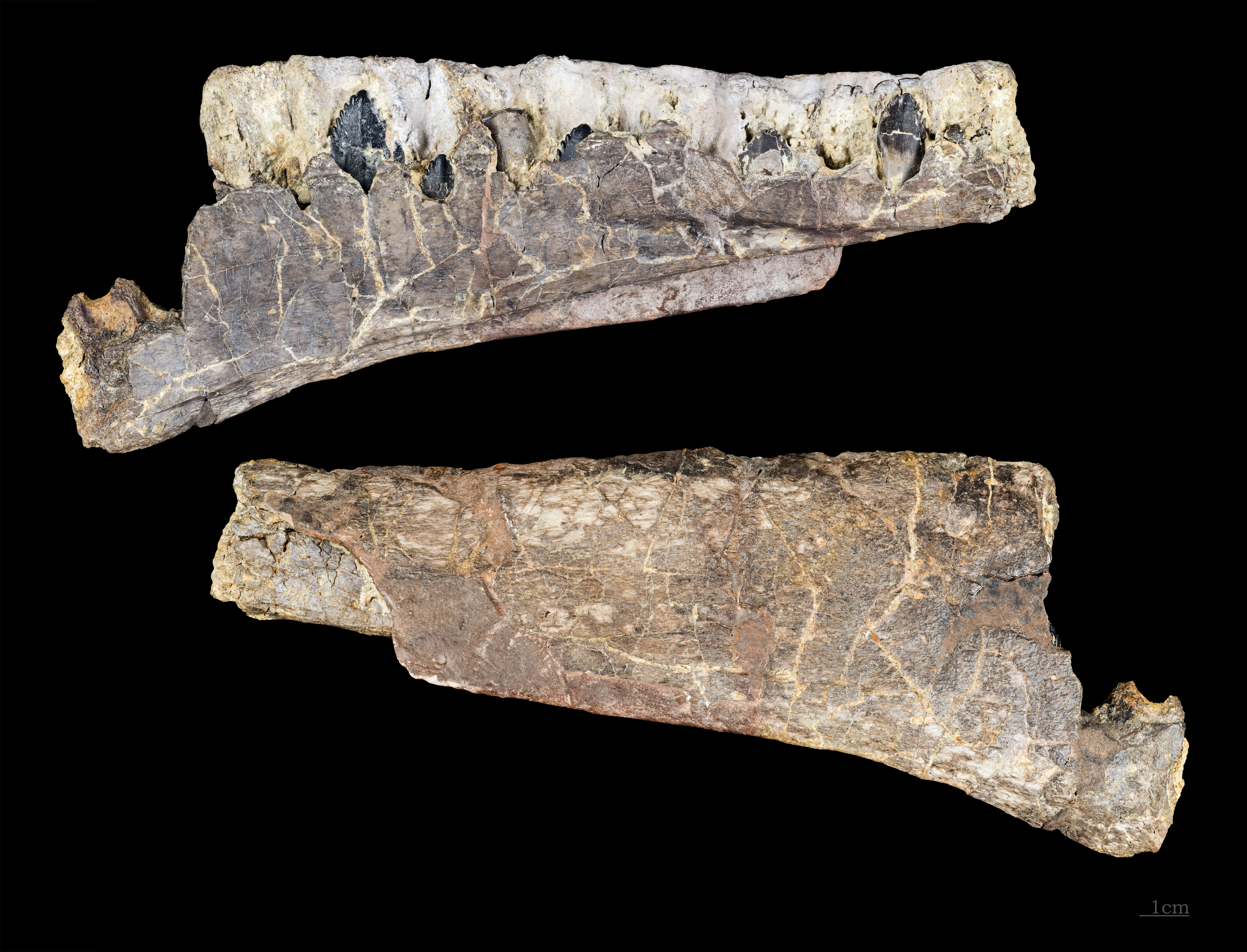
Het holotype van Archaeodontosaurus descouensi

Het fossiel, holotype MHNDPal 2003-396, is gevonden in een laag van de Isalo IIIb-formatie, daterend uit het Bathonien, ongeveer 166 miljoen jaar oud. Het bestaat uit een stuk rechterdentarium met tanden van de onderkaak. Het is de eerste sauropode onderkaak die beschreven is uit de middelste Jura van Madagaskar.

## Beschrijving
Buffetaut gaf een typerende combinatie van kenmerken aan. Het dentarium is vooraan opvallend dieper dan achteraan. Het dentarium draagt minstens zestien tanden die een "prosauropode" bouw hebben: lansvormig met krachtige duidelijk ontwikkelde vertandingen, een opvallende middenrichel aan de binnenzijde en licht gerimpeld email.
De onderkaak lijkt in algemene vorm — een halve U en een hoge voorkant — op die van een basale sauropode, maar de tanden doen door hun primitiviteit denken aan die van "prosauropoden" ofwel niet-sauropode Sauropodomorpha — vandaar de geslachtsnaam. 
Het stuk heeft een bewaarde lengte van 187 millimeter. Het is dus niet van een zeer groot dier afkomstig. De onderkaak is bol aan de gladde buitenzijde en hol aan de binnenzijde. De tandrij is recht. De buitenwand is dun, onderaan eindigend in een scherpe rand. Die is weer van de tanddragende binnenwand gescheiden door een diepe fossa Meckeliana. Buffetaut dacht dat het aantal tanden iets hoger kon hebben gelegen dan zestien. Een vervangingstand toont zes vertandingen op de voorrand en vijf op de achterrand. Zulke grote denticula zijn erg basaal van vorm. Daarentegen lijkt de fijne rimpelstructuur van het email meer op dat van sauropoden: het is zelfs een mogelijke synapomorfie van de Eusauropoda.

## Fylogenie
Buffetaut plaatste Archaeodontosaurus binnen de Sauropodomorpha in de Sauropoda. Aangezien hij geen goed beeld kon krijgen van de vroege evolutie van sauropode tanden, onthield hij zich van een nadere plaatsing.